# Batalha de Chapultepec
A Batalha de Chapultepec, em setembro de 1847, foi uma vitória dos Estados Unidos, sobre as forças mexicanas no Castelo de Chapultepec, a oeste da Cidade do México, durante a Guerra Mexicano-Americana.

## Antecedentes
Em 8 de setembro de 1847, na Batalha de Molino del Rey, forças norte-americanas conseguiram conduzir os mexicanos da posição em que se encontravam, perto da base do Castelo de Chapultepec, protegendo a Cidade do México a partir do oeste. No entanto, os engenheiros do exército ainda estavam interessados nas abordagens ao sul da cidade. O general Winfield Scott realizou um conselho de guerra com seus generais e engenheiros em 11 de setembro. Scott era a favor de atacar Chapultepec, e apenas um general, David E. Twiggs, concordou com a ideia. A maioria dos oficiais de Scott favoreceu o ataque a partir do sul, incluindo o capitão Robert E. Lee. Um jovem tenente, Pierre Beauregard, pronunciou um discurso de um livro que convenceu o general Pierce para mudar seu voto em favor do ataque a oeste.
Antonio López de Santa Anna estava no comando do exército na Cidade do México. Ele via o Castelo de Chapultepec como uma posição importante para a defesa da cidade. O castelo está em cima de uma colina a 60 m de altura, que nos últimos anos estava sendo usado como a Academia Militar Mexicana. General Nicolás Bravo, no entanto, teve menos de mil homens - 832 no total, incluindo 250: 10° infantaria, 115: Batalhão Querétaro, 277: Batalhão de Mina, 211: União da Batalhão, 27: Batalhão Toluca e 42: Batalhão la Patria com sete canhões (Gen. Manuel Gamboa com 2-24 libras, 1-8 libras, 3-4 libras e um howitzer (68) - para manter a colina, incluindo 200 cadetes, alguns com apenas 13 anos de idade. A inclinação gradual do castelo até o Molino del Rey fez um ponto de ataque convidativo.
De acordo com registros militares no Arquivo Geral Nacional na Cidade do México, Castelo de Chapultepec só foi defendida por 400 homens, 300 a partir de Batalhão de San Blas, sob o comando do tenente-coronel Felipe Xicoténcatl, e a guarnição de 100 homens, incluindo os cadetes do castelo. As tropas mexicanas adicionais foram usados em redutos de paredes externas do castelo para proteger um grande pedaço retangular de terra em frente ao castelo. Esta área era protegida por muros altos e tinha cerca de três quartos de milha de comprimento por um quarto de milha de profundidade. 
Esta área foi fundamental para a defesa do castelo, porque a inclinação da colina do oeste era tão suave que também abrangeu as inclinações do sul, que eram moderados em comparação com as escarpas íngremes no leste e norte. Além disso, a fonte de água para o castelo é localizada dentro desta área.
Scott organizou duas partes de ataque de 250 homens escolhidos a dedo. A primeira parte sob o capitão Samuel Mackenzie levaria a divisão de Gideon Pillow do Moinho leste até a colina. A segunda parte de ataque era para ser comandada pelo capitão Silas Casey para liderar a divisão de John A. Quitman contra a sudeste do castelo, mas Casey foi substituído pelo major Levi Twiggs.

## Batalha

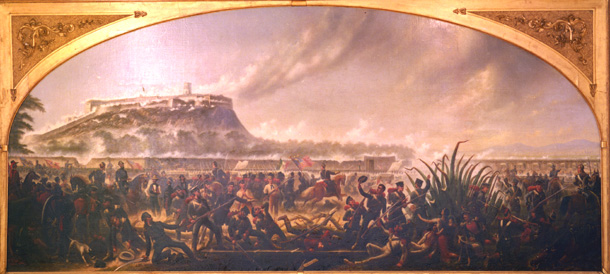
Storming of Chapultepec, de James Walker, 1858

Os norte-americanos começaram uma barragem de artilharia contra Chapultepec na madrugada do dia 12 de setembro. Ele foi interrompido durante a noite, mas voltou no primeiro raio de luz em 13 de setembro. Às 08:00 da manha, o bombardeio foi interrompido e Winfield Scott ordenou o responsável. Após o ataque do Capitão Mackenzie, havia três colunas de ataque de brigada da divisão do Pillow de George Cadwalader. À esquerda estavam os regimentos 11° e 14° sob o coronel William Trousdale, no centro havia quatro sociedades do regimento Voltigeur sob o coronel Timothy Patrick Andrews, e à direita estavam os restantes das quatro sociedades de Voltigeur sob o tenente-coronel Joseph E. Johnston. Pillow foi rapidamente atingido no pé, mas ordenou o ataque para a frente. A coluna de Andrews seguido de Mackenzie fora do Moinho e limpou um bosque de ciprestes à frente de tropas mexicanas como Trousdale e Johnston subiu nos flancos. O ataque parou quando os homens de Mackenzie tiveram que esperar chegar as escadas, e houve uma pausa na batalha.

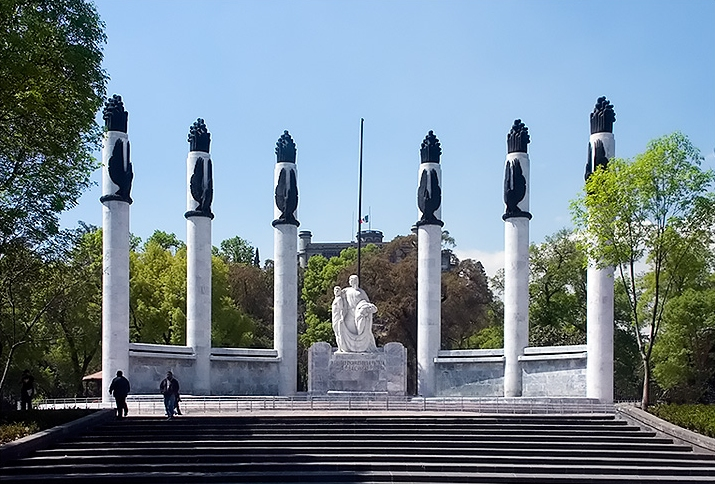
Monumento aos seis Cadetes Heróicos (Niños Héroes), com o Castelo de Chapultepec em segundo plano

Para o sudoeste, 40 fuzileiros navais levaram partindo do ataque do capitão Casey seguindo da brigada de voluntários do norte James Shields para Chapultepec. Mais uma vez a partida de ataque parou enquanto espera por escadas, e o resto dos homens Shields parou diante da artilharia mexicana. As escadas chegaram, e a primeira onda subiu pelas paredes. Na verdade, tantas escadas que chegaram que 50 homens podiam subir lado a lado. George Pickett (mais tarde famoso por "Pickett’s Charge" e a Batalha de Five Forks durante a Guerra Civil Americana) foi o primeiro americano a superar a muralha do forte, e os Voltigeurs logo plantaram sua bandeira no parapeito. Coluna do coronel Trousdale apoiado pela artilharia do tenente Thomas J. Jackson enfrentou números superiores de mexicanos em uma defesa vigorosa. A brigada de Newman S. Clarke trouxe novo impulso à luta em frente do Pillow. General Shields foi gravemente ferido quando seus homens subiam sobre as paredes, mas suas tropas conseguiram levantar a bandeira dos EUA sobre o castelo. Apanhado entre duas frentes, General Bravo ordenou a retirada de volta para a cidade. Antes que ele pudesse recuar, Bravo foi feito prisioneiro por voluntários de Shields. Os mexicanos se retiraram durante a noite nas estradas que levam à cidade. Antonio López viu os americanos tomarem Chapultepec, enquanto um assessor exclamou: "deixar a bandeira mexicana nunca ser tocada por um inimigo estrangeiro".

### Los Niños Héroes
Durante a batalha, seis cadetes militares mexicanos se recusaram a recuar quando o general Bravo finalmente ordenou retirada e lutaram até a morte. Estes foram o tenente Juan de la Barrera e cadetes Agustín Melgar, Juan Escutia, Vicente Suárez, Francisco Márquez e Fernando Montes de Oca, todos com idades entre 13 a 19 anos. Segundo a lenda, o último dos seis, Juan Escutia, pegou a bandeira mexicana, envolveu-a em torno de si e pulou do ponto de castelo para evitar que a bandeira caísse em mãos inimigas. Em 1967, Gabriel Flores pintou um mural retratando "Los Niños Héroes".

Sam Chamberlain Enforcamentos em San Patricios após a Batalha de Chapultepec,,

Um mural decora o teto do palácio, mostrando Juan Escutia envolto na bandeira, aparentemente caindo de cima. Um monumento fica no Parque em Chapultepec homenageando sua coragem. Os cadetes são elogiados na história mexicana, como Los Niños Héroes, os "Meninos Heróis" ou Cadetes Heróicos.

### Batalhão de São Patrício
Trinta homens do Batalhão de São Patrício, um grupo de ex-soldados do Exército dos Estados Unidos que se juntaram do lado mexicano, foram executados en masse durante a batalha. Anteriormente, haviam sido capturados na Batalha de Churubusco. Coronel William S. Harney que devia ser enforcados com Chapultepec em vista e que o momento de sua morte foi a que ocorrer quando a bandeira dos Estados Unidos substituiu o tricolor mexicano no topo da cidadela.

### Portões de Belén e San Cosme

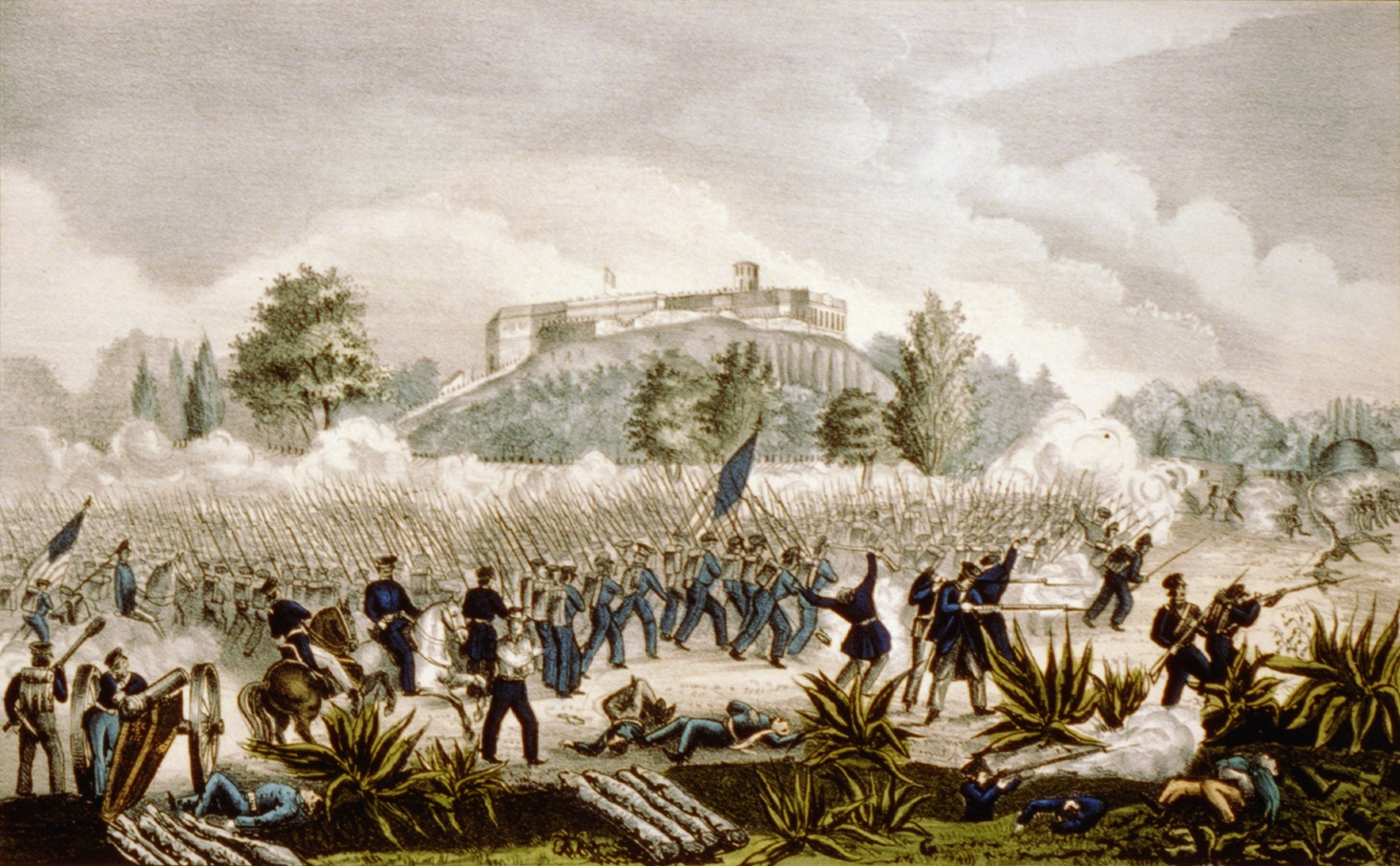
Ataque ao Castelo de Chapultepec

General Scott chegou ao castelo e foi cercado por soldados alegres. Ele destacou um regimento de guarnição de Chapultepec para guardar os prisioneiros lá. Scott então planejou o ataque à cidade. Ele ordenou um ataque secundário contra o Portão de Belén e trouxe o resto da divisão William J. Worth para apoiar os homens de Trousdale em La Verónica Causeway (dias atuais Avenida Melchor Ocampo) para o principal ataque contra o Portão de San Cosme.

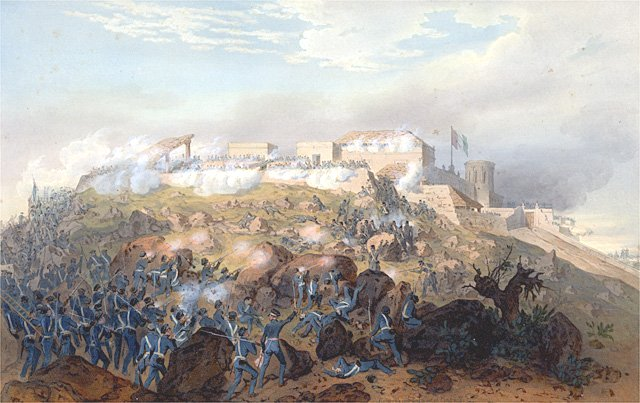
Litografia do ataque americano ao Castelo de Chapultepec a partir dum desenho de, publicada no livro The War Between the United States and Mexico, Illustrated, 1851

Trousdale, seguido por John Garland, Newman S. Clarke e brigadas de George Cadwalader, começaram a avançar para cima da ponte. No entanto, o general Quitman rapidamente recogida as tropas em Chapultepec de Persifor F. Smith a brigada de Smith virou para leste e se dirigiu para baixo o tempo imediatamente ponte de Belén. Destina-se apenas a ser uma simulação, o ataque de Quitman logo se tornou o centro do ataque como perseguiu defensores para retirada de Chapultepec de volta para a cidade. Suas tropas foram atingidas por uma forte resistência em frente ao portão, que foi apoiado por uma bateria de artilharia. Usando os arcos de pedra do aqueduto correndo pelo centro da ponte, os homens de Quitman rastejaram para a frente. As tropas do general Andrés Terrés (três canhões e 200 homens) começaram a desertar e fugir de volta para a cidadela. Liderados pelos rifles montados (luta em pé), Quitman violou o portão de Belén às 13h20 da tarde. General Scott comentou mais tarde "Rifle Bravo, Veteranos, você foi batizado em fogo e sangue e saiu de aço".

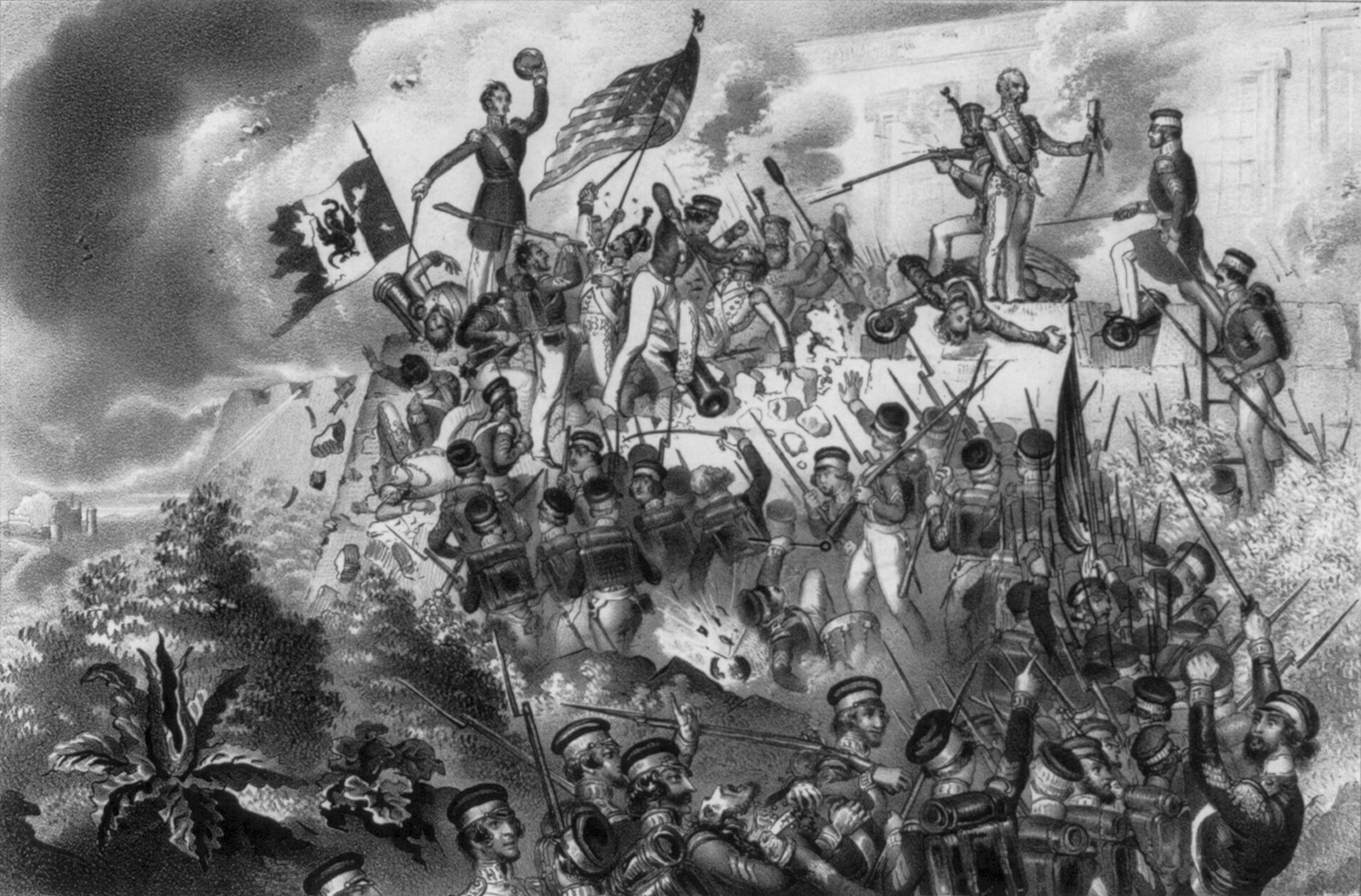
Ataque de Chapultepec

Para o norte, Robert E. Lee levou tropas de Worth para abaixo da ponte La Verónica. Era 16:00 pelo tempo que Worth chegou a junção das ruas La Verónica e San Cosme, onde repelir um contra-ataque de 1 500 cavalarias antes de se virar para o leste até a ponte San Cosme. O progresso foi lento, e as baixas foram da cavalaria montada. Encontrar os prédios ao lado da estrada cheia de tropas inimigas, coronéis Garland e Clarke enviaram com a 1ª e 2ª brigadas para se aproximar das defesas sob cobertura cavando através das paredes dos edifícios em ambos os lados com pés de cabra e picaretas. Tenente Ulysses S. Grant descobriu a torre do sino da Igreja San Cosme sul da estrada, onde tinha montado o canhão e começaram a disparar tiros para baixo para os defensores de sua posição elevada. No lado norte da estrada, oficial naval Raphael Semmes repetiu manobra bem sucedida de Grant. Tenente George Terrett então liderou um grupo de fuzileiros navais por trás dos defensores mexicanos e, subindo para o telhado, desencadeou um ataque mortal sobre os artilheiros de artilharia. às 18h00, Worth havia quebrado o portão, e os defensores estavam espalhados. Muitos se retiraram para a cidadela, varrendo Antonio López junto com eles. Quando a noite caiu, cinco morteiros foram lançaram para a cidade que cairam perto do Palácio Nacional.

## Consequência

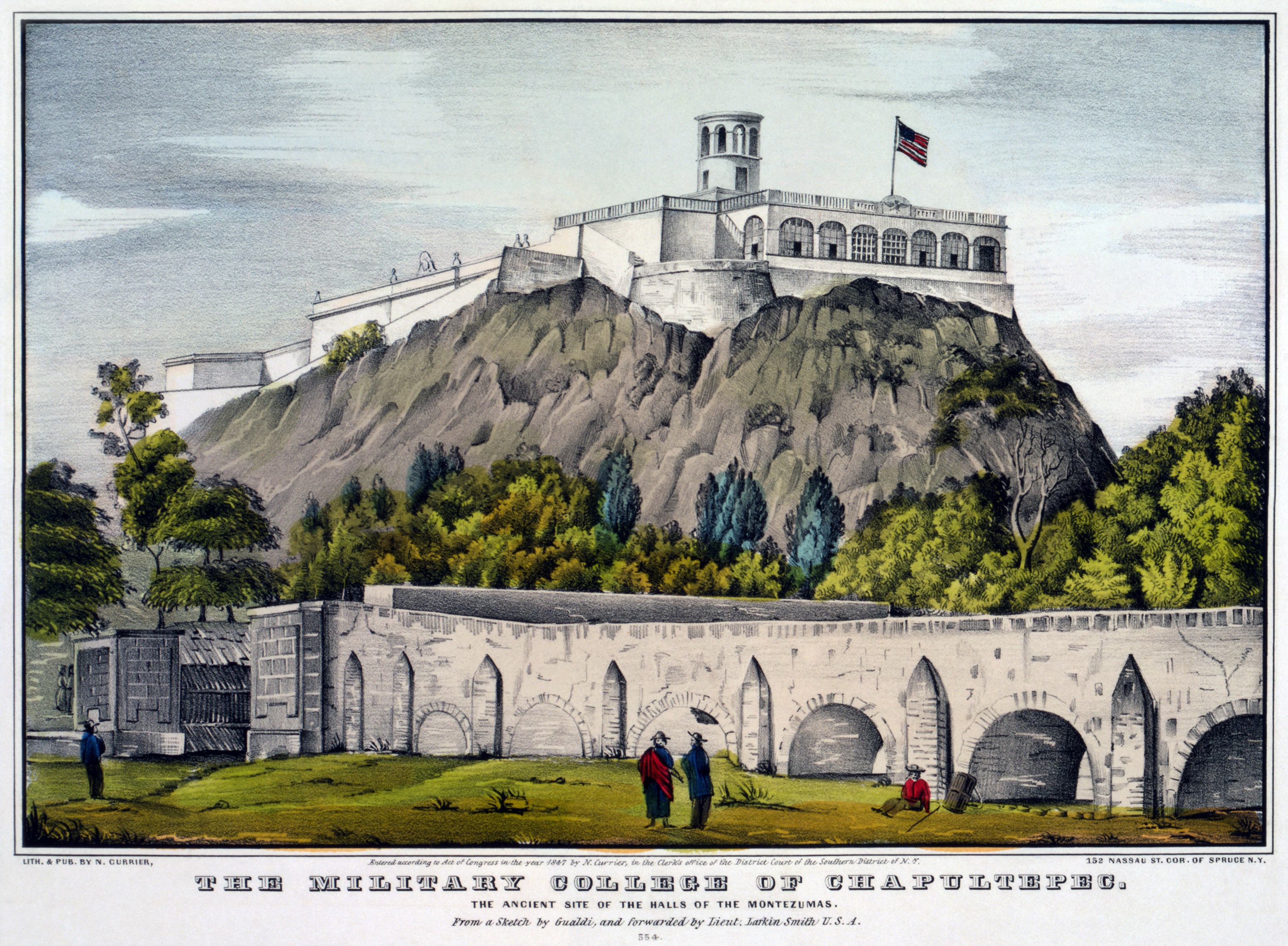
Military College of Chapultepec, litografia publicada por Nathaniel Currier em 1847

A batalha foi uma vitória significativa para os Estados Unidos com duração na maior parte do dia, a luta tinha sido grave e dispendiosa. Generais Twiggs, Pillow, e Shields foram todos feridos, assim como o coronel Trousdale. As maiores perdas ocorreram durante o ataque de Quitman no portão de Belén. Cada membro da equipe de Quitman perdeu a vida no próximo combate na ponte.
Antonio López perdeu general Bravo como um prisioneiro de guerra, e o general Juan N. Pérez foi morto. Em um acesso de raiva Antonio López deu um tapa general em Terrés e aliviou de comando para perder o portão de Belén. Em suas historias Antonio López marca Terrés como um traidor e fez dele o bode expiatório para a derrota na Cidade do México.

## Legado

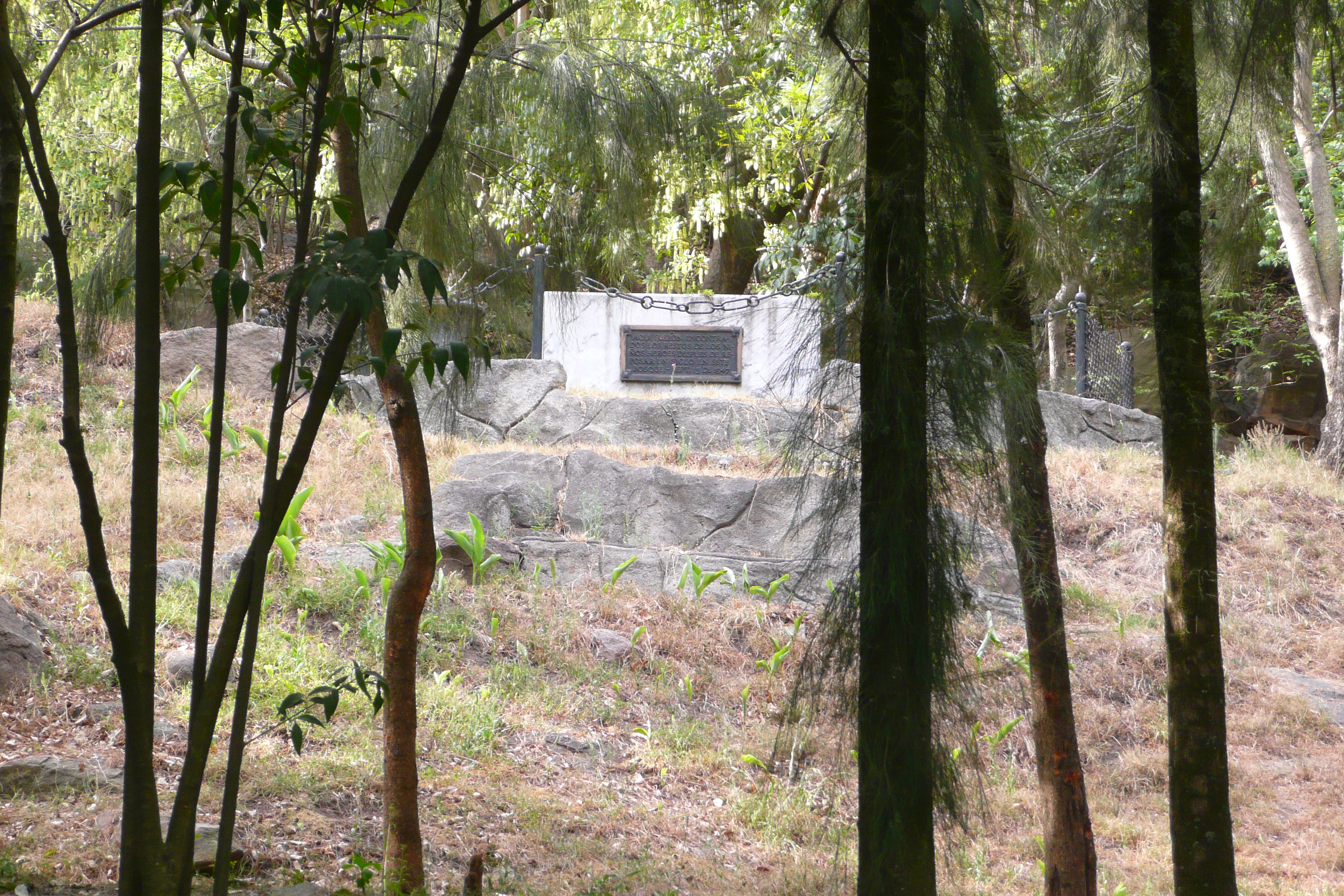
Placa e local onde os restos mortais de seis soldados mexicanos foram encontrados em Chapultepec em 1947

Os esforços dos fuzileiros navais dos Estados Unidos nesta batalha e subsequente ocupação da Cidade do México está imortalizado pelas linhas do hino de abertura dos fuzileiros navais, "Desde os salões de Montezuma...".
Tradição da Marinha sustenta que a faixa vermelha usado nas calças do uniforme azul, vulgarmente conhecida como a faixa de sangue, homenageia os marines que deram o sangue e morreram atacando o castelo de Chapultepec, em 1847, embora iterações da faixa anteriores à guerra. Em 1849, as listras foram alteradas para a cor vermelha de listras azuis escuras afiadas em vermelho, que datava de 1839.
Em 1947, o presidente Harry S. Truman colocou uma coroa de flores no Monumento dos Cadetes como um gesto de boa vontade depois do México ajudou os Estados Unidos na Segunda Guerra Mundial.
Entre os oficiais de baixa patente presentes, muitos tornaram-se generais na próxima Guerra Civil Americana, incluindo Ulysses S. Grant, George Pickett, James Longstreet, Thomas Jackson (Stonewall Jackson), e Robert E. Lee.